# Vesna Rožič
Vesna Rožič, slovenska šahistka,  * 23. marec 1987, Ljubljana, † 23. avgust 2013, Nemčija.
Rožičeva je bila mednarodna mojstrica FIDE (wIM) z ratingom 2255.
Bila je članica ženske ekipe Slovenije na šahovski olimpijadi 2008.